# Jouko Rantanen
Jouko Oskari Rantanen, född 27 april 1932 i Tavastehus, död 15 oktober 2006, var en finsk spjutkastare. Han blev 1955 finsk mästare i spjutkastning på 74,93. Hans personliga rekord är 75,88. Rantanen tävlade för Tampereen Kisatoverit i Tammerfors och deltog i Finnkampen i Helsingfors 1955, då han slutade tvåa.